# Горгопик
Горгопик (грч. Γοργόπη, Горгопи) је насељено место у општини Пеонија у периферији Средишња Македонија, Грчка. Према попису из 2021. године било је 726 становника.
Према бугарском географу и историчару, Василу Канчову, у Горгопику је 1900. године живело 760 Словена хришћана. Од 1923. до 1925. године, због притиска грчких власти, принудно је исељено 106 словенских породица у Бугарску (484 особа) а на њихово место је насељено 123 грчких избегличких породица из Турске, укупно 499 особа. На попису из 1940. године Горгопик је имао 1.072 становника, од чега су Грци били већина.